# Polyommatus caerulea-cuneata
Polyommatus caerulea-cuneata är en fjärilsart som beskrevs av Tutt 1896. Polyommatus caerulea-cuneata ingår i släktet Polyommatus och familjen juvelvingar. Inga underarter finns listade i Catalogue of Life.